# Alzou (Ouysse)
Pour les articles homonymes, voir Alzou.
L'Alzou est une rivière française du Massif central qui coule dans le département du Lot en région Occitanie. C'est un affluent de l'Ouysse, donc un sous-affluent de la Dordogne.

## Hydronymie
L'origine de l'hydronyme Alzou a fait et fait toujours l'objet de nombreuses hypothèses. la racine al- se rapproche de el-, ol- qui se retrouvent dans plus de soixante noms de cours d'eau et de lieux en France.

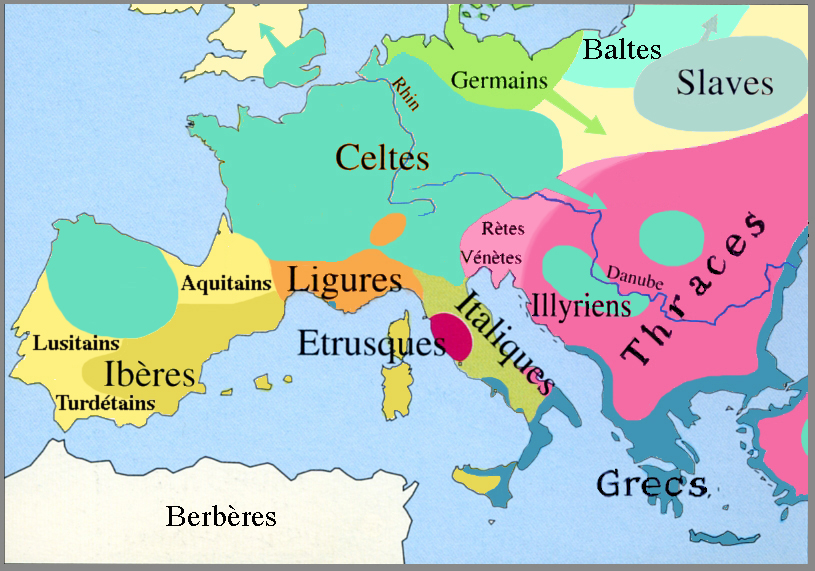
localisation hypothétique des Ligures au IIIe siècle av. J.-C. en orange.

Albert Dauzat, dans son livre Les Noms de lieux de 1926, situe l'origine du nom Alzou dans une période pré-celtique et estime qu'il qualifierait par un cours d'eau près d'Aulnes ou d'Alisiers. Ernest Nègre, dans son ouvrage Les Noms de lieux en France, de 1977 juge peu probable le lien avec l'Alisier qui ne pousse pas au bord de l'eau, mais voit un terme pré-celtique en relation avec l'eau. Louis-Fernand Flutre, dans son ouvrage Recherches sur les éléments pré-gaulois dans la toponymie de la Lozère de 1957, reconnaît plutôt une base ausa qui se retrouve dans des mots comme lauze qui désigne une pierre plate, mais avec un sens de source et de cours d'eau. Johanas Hubschmid voit dans Alzou des racines bien connues dans les langues indo-européennes : el et ol, à l'origine ce mot désignait peut-être des couleurs dont dérivent des noms d'arbres comme l'Aulne et l'Alisier et aussi à l'eau, puis à l'arbre au bord de l'eau.
Gaston Bazalgues conclut que le « mot Alzou est d'origine indo-européen avec le sens de source ou cours d'eau et dont l'aire la plus importante couvre en gros l'ancien espace ligure ».

## Géographie
D'une longueur de 31,4 kilomètres, l'Alzou prend sa source dans la Limargue et conflue avec l'Ouysse en aval de ses résurgences, mais se perd sous terre en de nombreux endroits entre Gramat et Rocamadour.
Sa source se trouve sur la commune de Mayrinhac-Lentour, à 335 mètres d'altitude, près des lieux-dits : Bonnefont, la Coste, les Baudines.
Son cours est globalement orienté de l'est vers l'ouest.
Jusqu'au surcreusement du lit des rivières de la fin du Cénozoïque, l'Alzou était un affluent en rive droite de l'Ouysse, sous le Grand Couvent de l'actuelle commune de Gramat. A cet endroit l'alzou change brutalement de direction (90° : Sud-Ouest puis Nord-Ouest), lorsqu'elle atteint l'ancienne grande vallée fossile de l'Ouysse. 
Sa confluence actuelle avec l'Ouysse s'effectue entre les communes de Rocamadour et Calès, à l'altitude 111 mètres, juste en dessous des deux barrages et moulins de la Peyre et Caoulet.

### Communes et cantons traversés
Dans le seul département du Lot, l'Alzou traverse les six communes suivantes, dans trois cantons, de le sens amont vers aval, de  Mayrinhac-Lentour, Lavergne, Gramat, Couzou, Rocamadour, Calès (confluence).
Soit en termes de cantons, l'Alzou prend source dans le canton de Saint-Céré, traverse le canton de Gramat, et conflue dans le canton de Payrac, le tout dans les deux arrondissement de Figeac et arrondissement de Gourdon.

### Bassin versant
L'Alzou traverse quatre zones hydrographiques pour 264 km2 de superficie. Ce bassin, ne contenant pas la source selon le SANDRE, est constitué à 51,33 % de « forêts et milieux semi-naturels », à 47,55 % de « territoires agricoles », à 0,85 % de « territoires artificialisés ».

## Affluents
L'Ouysse a neuf tronçons affluents référencés dont :
- le ruisseau d'en Merdaly (rg[note 1]) 3 km, sur la seule commune de Mayrinhac-Lentour et prenant sa source près du château de Lentour - privé - datant du XIVe siècle[5].
- le Béal de Lavayssière (rd) 2,4 km sur la seule commune de Lavergne et confluant près des moulins de Balan et moulin de Méjat.
- Le ruisseau de Thégra (rd) 5,5 km sur les deux communes de Lavergne et Thégra.
- Le ruisseau de Bio (rg) 6 km, sur les quatre communes de Bio, Gramat, Lavergne et Saignes avec un affluent :
  - le ruisseau de Saignes (rg) 2 km sur les trois communes de Albiac, Bio, et Saignes.
- le ruisseau de Trigoussou (rd) 3,3 km sur les deux communes de Gramat et Lavergne qui conflue en face de l'hippodrome du Tumulus.
- Le ruisseau de Bourines (rd) 5,4 km sur les deux communes de Gramat et Thégra.

### Rang de Strahler
Le rang de Strahler est donc de trois.

## Histoire

### Une longue occupation humaine

#### La préhistoire

##### Le Néolithique

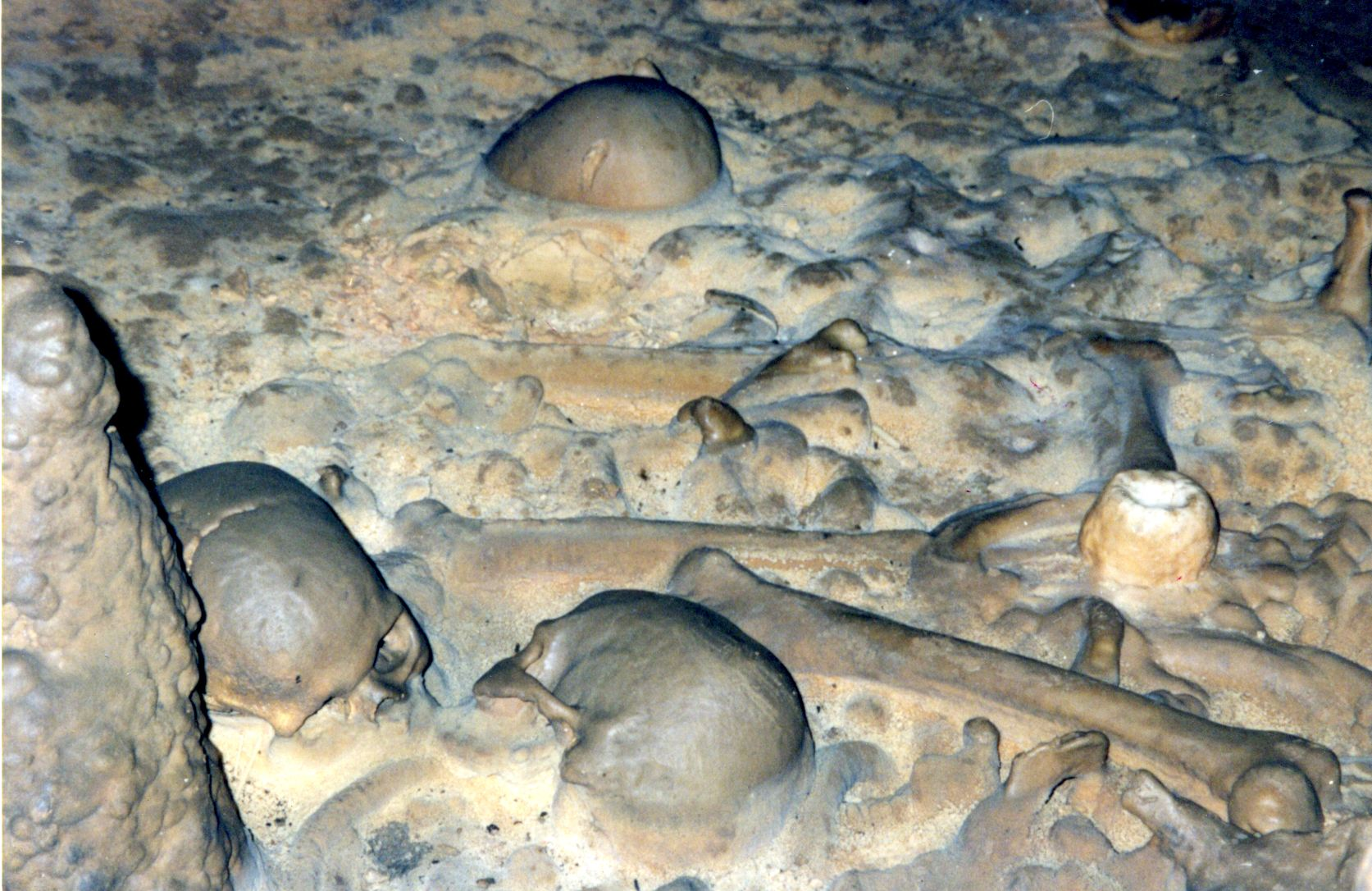
Os humains calcifiés dans la grotte de Linars.

Une pratique consistait à placer les morts dans une cavité souterraine.
La grotte de Linars située en rive gauche de la vallée de l'Alzou, en amont de Rocamadour, contient les squelettes de 43 individus dont 21 adultes qui ont vécu à l'époque du Bronze final.

## Aménagements et écologie

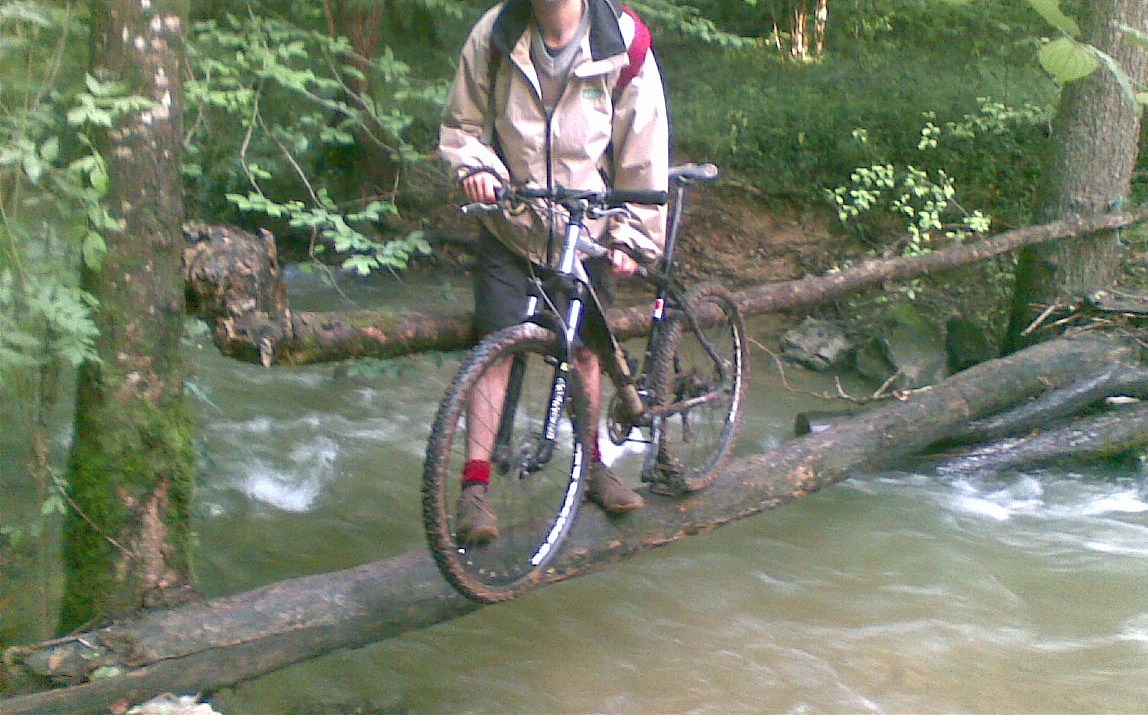
Passerelle sommaire sur l'Alzou en crue.

#### Ouvrages
- Gaston Bazalgues, L'Alzou : géologie, spéléologie, faune et flore, archéologie, toponymie, histoire, croyances populaires..., Brive-la-Gaillarde, Édition du Ver Luisant, coll. « Publication Racines (Alvignac, Canton de Gramat, Lot) », 2013, 194 p. (ISBN 978-2-84701-477-8).

#### Articles
- (LGPA et INTERMET, Institut de Bordeaux, Université Bordeaux 3), « Le causse de Gramat et ses alentours : les atouts du paysage karstique », Karstologia, no 35,‎ 2000, p. 1-12 (ISSN 0751-7688, lire en ligne)Description du causse de Gramat (géologie, climat, sol, végétation, hydrologie, occupation humaine, atouts paysagers et patrimoniaux, 6 figures, 9 photos et une carte A3 hydro-karsto-spéléologie du causse de Gramat.

### Note
1. ↑  rd pour rive droite et rg pour rive gauche